# Jeanne Trevor
Jeanne Trevor (Harlem, 1937 o 1938-Ferguson, 24 de octubre de 2022) fue una vocalista estadounidense conocida como la «Primera Dama del Jazz de San Luis». Originariamente de Harlem, Nueva York, se mudó a St. Louis a principios de la década de 1960 para actuar en el naciente distrito Gaslight Square. Se convirtió en una figura destacada en Gaslight, tocando en la mayoría de sus mejores clubes de jazz. En la década de 1970 fue miembro del St. Louis Jazz Quartet, que realizó giras internacionales. Más conocida como vocalista de jazz, prefirió no describirse como tal; sus otras influencias incluyeron la ópera, el góspel y el R&B. Murió en Ferguson (Misuri), a la edad de 84 años. Ella permaneció relativamente desconocida fuera de San Luis.

## Biografía
Nació en Harlem, cerca del límite del barrio hispano. Su padre era un cantante y guitarrista originario de Richmond (Virginia). Cuando era niña, escuchó una amplia variedad de música en el Teatro Apollo, durante la famosa Noche de Aficionados del lugar. Después de graduarse de la escuela secundaria, se mudó a California con su familia y se especializó en teatro en Los Angeles City College, trabajando como secretaria para pagar su educación. Cantó profesionalmente por primera vez en San Francisco y Los Ángeles.
Tuvo un papel menor en The Oregon Trail (1959).
Su familia se mudó nuevamente a San Luis a principios de la década de 1960 por sugerencia de un amigo de su primo. Durante su estancia en Gaslight Square, actuó en lugares como Black Horse Pub, Vanity Fair, Le Jazz Hot y Crystal Palace; también grabó sencillos para los sellos de Norman Wienstroer, Norman y Gaslight Records. Se la etiquetó póstumamente como una «gigante» del efímero distrito del entretenimiento.
En 1965, Trevor grabó el álbum Pow! Jeannie  [sic] Trevor Sings para Mainstream Records, respaldada por el saxofonista Hugh «Peanuts» Whalum y el Quartette Trés Bien.: 80  Le irritó la falta de ortografía de su nombre y el hecho de que la portada del álbum no apareciera su foto. Tuvo poco éxito comercial.
En 1967, Trevor se convirtió en DJ en la entonces estación de radio KADI.
En 1969 y durante toda la década de 1970, Trevor fue miembro del St. Louis Jazz Quartet, que visitó Australia, Alaska, Senegal y Turín y actuó con la Orquesta Sinfónica de San Luis. El grupo grabó un álbum homónimo para ei Productions en 1972.: 93 
En 1999, grabó el álbum Love You Madly para Catalyst Productions, con la participación del saxofonista Willie Akins. Incluía canciones de una variedad de géneros, incluidos jazz, blues, bossa nova y góspel.: 130 
Continuó actuando localmente en San Luis hasta bien entrada su edad avanzada. Apareció en 22 producciones musicales en The Muny desde 1986 hasta 2011. Más tarde en su vida sufrió una enfermedad cardíaca debido a la exposición al humo de segunda mano, y finalmente requirió una cirugía de baipás coronario. Murió en un hospital de Ferguson el 24 de octubre de 2022 a la edad de 84 años.

## Influencias
Aunque era conocida como la «Primera Dama del Jazz de San Luis», prefería no llamarse a sí misma una vocalista de jazz, describiéndose en cambio como una «cantante estadounidense moderna» y una «actriz musical». Originalmente quería convertirse en cantante de ópera, pero no encontró oportunidades en los EE. UU. debido a su raza. Citó a Dinah Washington, Billie Holiday, Nancy Wilson y Ella Fitzgerald como influencias.

## Premios y honores
Trevor recibió un premio a la trayectoria en la sexta edición anual de los premios Visionary Awards del Grand Center en 2008. Recibió un premio por sus logros en las artes en los Premios de Artes de St. Louis de 2009, patrocinados por el Consejo de Artes y Educación de St. Louis. Fue nominada a los premios de música del Riverfront Times de 2009 en la categoría «Mejor artista de jazz». En 2010, se convirtió en miembro inaugural del Paseo de la Fama de Ferguson, que honra a las personas nacidas o residentes en Ferguson.

## Discografía

### Álbumes
- Pow! Jeannie Trevor Sings (1965)
- St. Louis Jazz Quartet (1972)
- Love You Madly (1999)